# Piqueras
Piqueras è un comune spagnolo di 42 abitanti (INE 2022) situato nella comunità autonoma di Castiglia-La Mancia.